# Universidad de Khon Kaen
La Universidad de Khon Kaen (en tailandés: มหาวิทยาลัยขอนแก่น, Abreviaturas: KKU), anteriormente conocida como Universidad del Noreste, es la primera y más antigua universidad del Noreste.  También es la séptima universidad en Tailandia y actualmente tiene 54 años este año.  La Universidad de Khon Kaen se encuentra en Mittraphap Road, subdistrito de Nai Mueang, distrito de Mueang Khon Kaen.  El objetivo es expandir la educación superior al noreste de Tailandia.  La Universidad de Khon Kaen se estableció el 25 de enero de 1966 y El Rey Rama IX  inauguró la ceremonia el 20 de diciembre de 1967. En el año 2000, la Universidad de Khon Kaen fue seleccionada como una de las nueve universidades nacionales de investigación por el Ministerio de  Educación.  Y ahora la Universidad de Khon Kaen es una universidad estatal autónoma sujeta a la ley de la Universidad de 2015.
Diversas facultades como las de ciencias agrarias, tecnología, ciencia, medicina o humanidades y ciencias sociales han ayudado a que sea calificada por la Comisión de Tailandia sobre la Educación Superior como una de las universidades con mejor enseñanza e investigación en el país. El número total de cursos es de 317. 59 programas de doctorado, 129 de grado universitario, 105 diplomaturas y 24 programas certificados de Postgrado.
En el pasado los graduados en la Universidad recibían los diplomas de manos del Rey Bhumibol Adulyadej. Actualmente la princesa Sirindhorn realiza estás acciones en representación del Rey.

## Historia
En 1941, durante el reinado del rey Ananda Mahidol, el gobierno del mariscal Plaek Pibulsongkram como primer ministro, hubo una política y un proyecto para expandir la educación superior a la región.  Para el noreste, se establecerá una universidad en la provincia de Ubon Ratchathani.  Pero durante ese tiempo, se produjo la Guerra de Asia Oriental, en la que el gobierno tuvo que decidir unirse a Japón para luchar contra los Aliados.  Por tanto, se detuvo el establecimiento de una universidad en el Nordeste.  En el año 1960, el gobierno del mariscal de campo Sarit Thanarat revisó una vez más el establecimiento de esta universidad.
Más tarde, en 1962, aprobó una resolución para establecer el Instituto de Educación Superior en Ingeniería y Agricultura en la provincia de Khon Kaen.  Nomine a esta institución como "Instituto de Tecnología de Khon Kaen: K.I.T."  Más tarde cambió el nombre de este instituto a "Northeastern University: N.E.U" ya que no había ninguna agencia gubernamental que fuera directamente responsable de la realización de estudios universitarios.  Por lo tanto, el gobierno aprobó una resolución que permite que el Consejo Nacional de Educación sea responsable de encontrar un lugar, organizar un plan de estudios y contactar a la asistencia extranjera.
El 9 de junio de 1964, se construyó el edificio de la Facultad de Ciencias - Artes y la Oficina de Establecimiento de la Universidad en Bangkok recibió a la primera generación de estudiantes universitarios el 24 de junio de 1964, un total de 107 estudiantes, divididos en 49 estudiantes de la Facultad de Agricultura y 58 estudiantes de la Facultad de Ingeniería.  En ese momento, ellos estudiaron en la Facultad de Ciencias Médicas de la Universidad de Medicina (Universidad de Mahidol en la actualidad).
En 1965, el Gabinete aprobó una resolución para cambiar el nombre de la Universidad del Noreste "Universidad de Khon Kaen" por el nombre de la provincia de ubicación.
El Comando Real promulgó la Ley de la Universidad de Khon Kaen y la publicó en la Gaceta del Gobierno el 25 de enero de 1966, fecha en la que se estableció la universidad.  Y también nombró a un miembro calificado del comité.
El mariscal Thanom Kittikachorn y presidente del Consejo de la Universidad de Khon Kaen en ese momento tuvieron una reunión del Consejo de la Universidad de Khon Kaen y consideraron nombrar:
1. Su excelencia Phote Sarasin es el presidente.
2. El profesor Pimon Konkit es vicepresidente y decano interino de la Facultad de Ciencias - Artes y Facultad de Agricultura.
3. El profesor Dr. Wittaya Phianwichit es el Decano en funciones de la Facultad de Ingeniería.

Y en el mismo año, los estudiantes se trasladaron a la Facultad de Ciencias Médicas de la Universidad de Medicina (Universidad Mahidol en la actualidad) para estudiar en la Universidad de Khon Kaen en la ubicación actual.
El 20 de enero de 1967, el rey Rama IX inauguró oficialmente la universidad. 
La Universidad de Khon Kaen se ha desarrollado secuencialmente desde el primer día de su establecimiento hasta el presente dividiendo el desarrollo universitario en 3 eras:
Primer período: La primera y segunda década fue el período de las mejores universidades del país en la región (1974-1963)
La primera década : La década de la fundación (1964-1916)
La Universidad de Khon Kaen en el período inicial tenía 3 facultades: Facultad de Agricultura, Facultad de Ingeniería y Facultad de Ciencias - Artes.
En ese momento, Facultad de Agricultura y la Facultad de Ingeniería tenían un total de 107 alumnos, mientras que la Facultad de Ciencias - Artes era una escuela que ofrece asignaturas básicas, por lo que aún no ha sido abierta para estudiantes en esta primera década.  
En esta primera década, la Universidad de Khon Kaen produjo un total de 59 primer grupo de graduados de licenciatura en el año académico 1967, luego se expandió al establecimiento de 3 facultades más: Facultad de Educación, Facultad de Enfermería y Facultad de Medicina, respectivamente.
La segunda década: La década de la expansión (1974-1963)
Este fue un período en el que la Universidad de Khon Kaen continuó ampliando sus estudios en el campo de las ciencias de la salud.  Había cuatro escuelas más en el campo de las ciencias de la salud, eran la Facultad de Tecnología Médica, la Facultad de Salud Pública, la Facultad de Odontología y la Facultad de Farmacia.  También estableció la Facultad de Humanidades y Ciencias Sociales, y para apoyar la expansión de la educación, la Universidad de Khon Kaen ha establecido el Centro de Servicios Académicos, el Instituto de Investigación y Desarrollo y la escuela de posgrado, para servir como una agencia impulsora de la misión para apoyar la gestión de la educación y la investigación de la Universidad.

Segundo período: La tercera y cuarta década fue la era de las mejores universidades del país (1984-1913)
Tercera Década: Década de Crecimiento Continuo (1984-1963)
A principios de esta década, la Universidad de Khon Kaen ha establecido continuamente más facultades y departamentos, incluida la Facultad de Tecnología, la Facultad de Ciencias Veterinarias, la Facultad de Arquitectura, la Facultad de Administración, el Centro de Computación, el Centro de Educación Cardíaca Reina Sirikit del Noreste, y fue asignado  por el gobierno para ser responsable de establecer Ubon Ratchathani College y Suranaree College, que más tarde se convirtió en Ubon Ratchathani University y Suranaree University of Technology, respectivamente.
La cuarta década: la década de la universidad completa (1994-1963)
Durante esta década, fue durante la cual la Universidad de Khon Kaen contó con una amplia gama de disciplinas académicas, podría decirse que es la Universidad Integral de la región.  Durante esta década se estableció el campus de Nong Khai, la Facultad de Bellas Artes y Artes Aplicadas y la Facultad de Estudios de Posgrado en Administración.  Estableció varios departamentos más para apoyar las operaciones de la universidad, incluida la Oficina de Registro y Procesamiento, el Instituto de Cooperación para el Desarrollo Económico del Mekong y el Instituto de Educación para la Paz.

Tercer período: en la quinta década, fue la era del desarrollo de una universidad de investigación y universidades líderes en la ASEAN (2004 - 2013)
Esta década fue una época en la que la Universidad de Khon Kaen ganó reputación por la investigación debido al continuo desarrollo de la investigación a finales de la cuarta década y otro factor importante fue el establecimiento de centros de investigación especializados en varios campos.  También fue un momento en que la universidad ingresó a un sistema de evaluación intensivo de organizaciones públicas e independientes.  Este fue un período de reestructuración administrativa en la oficina del presidente y las facultades.  Hay una expansión continua en la educación mediante el establecimiento de la Facultad de Derecho, la Facultad de Administración Local, la Facultad Internacional, la Escuela de Educación General.El Centro Cardíaco Northeast Queen Sirikit se fusionó en una agencia gubernamental, equivalente a un departamento en la Facultad de Medicina.  Y estableció una división dentro del campus Nong Khai de la Universidad de Khon Kaen, mediante el establecimiento de la Facultad de Ciencias Aplicadas, la Facultad de Ingeniería, la Facultad de Ciencias Sociales Integradas, la Facultad de Administración de Empresas y la Facultad de Artes Liberales.
En 2015, el Rey Rama IX, se ha complacido en proclamar que, si bien es conveniente revisar la ley de la Universidad de Khon Kaen, la universidad ha cambiado la forma de administración en una universidad autónoma en  el 18 de julio de 2015.

## Educación
La Universidad de Khon Kaen cuenta con 17 facultades y 4 Institutos de trabajo equivalentes. Las siguientes facultades se encuentran en el plan de estudios:
| - Facultad de Agricultura. - Facultad de Medicina. - Facultad de Odontología. - Facultad de Tecnología. - Facultad de Enfermería - Facultad de Medicina. - Facultad de Farmacia - Facultad de Humanidades y Ciencia Sociales. - Facultad de Derecho - Facultad de Ciencias de la Administración. - Facultad de Ciencias. | - Facultad de Ingeniería - Facultad de Bellas Artes. - Facultad de Educación - Facultad de Arquitectura - Facultad de Medicina Veterinaria. - Facultad de Salud Pública. - Escuela de Graduados en Administración (MBA). - Colegio Internacional. - Escuela Superior de Administración Local (kku COLA-). - Escuela de Graduados. - Campus de Nong Khai |

## Emblema

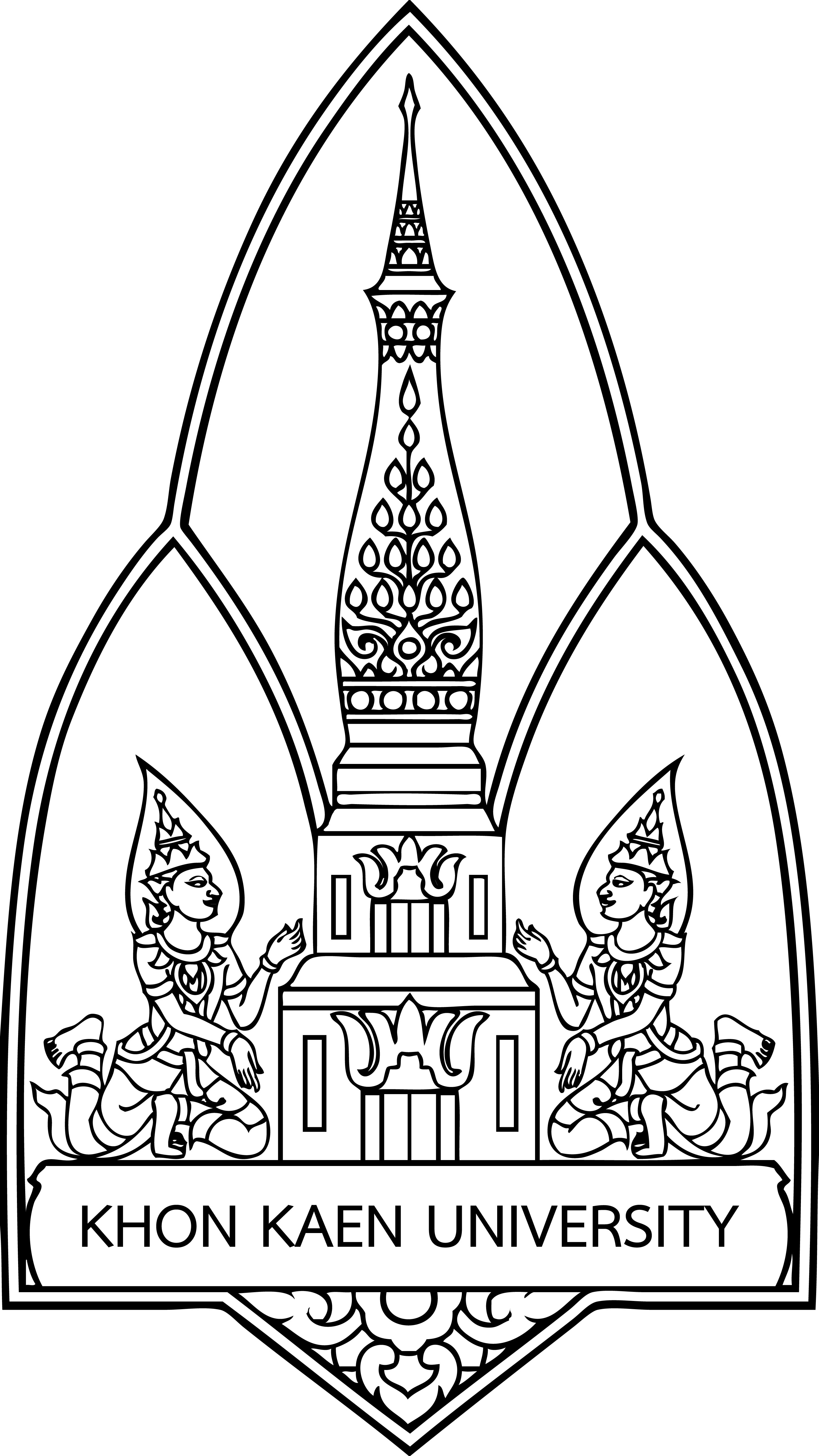
El emblema de UKK : Chedi Pra That Pra Nom

El emblema de la Universidad de Khon Kaen es el Chedi de Phra That Phanom, que representa el sitio sagrado más importante del Nordeste de Tailandia. Situado en la base de un tronco tiene tallado el nombre de la Universidad que también es del nombre de la ciudad. Al mismo tiempo se encuentra en medio de dos ángeles representando la auspiciosidad. El fondo está dividido en 3 partes con las tres virtudes de los estudiantes de la Universidad de Khon Kaen según la idea del Dr. Praya Anumanrajthon.
Estas tres virtudes son:
1. Conocimiento.
2. Conducta
3. Intelecto o sabiduría.

El color de la universidad es rojo ocre.
Lo cual está ligado a las características y al paisaje de la zona que es un montículo de suelo ocre rojo, conocido como "Mo Din Daeng", comúnmente conocido como la universidad con suelo mayoritariamente ocre rojo.

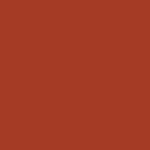
El color de UKK : Rojo ocre

El árbol de la universidad es un árbol de Kanlapapruk, científicamente conocido como Cassia bakeriana Craib. Es un árbol de hoja caduca a fines del invierno y florece en rosa y blanco. Siempre que florecen las flores, llega el momento del examen final y la graduación. Ese fue el momento en que los estudiantes de último año estaban a punto de graduarse y los estudiantes de primer año recién llegados venían a estudiar y vivir en la universidad. Por lo tanto, es como el árbol del tiempo y es considerado el árbol universitario.

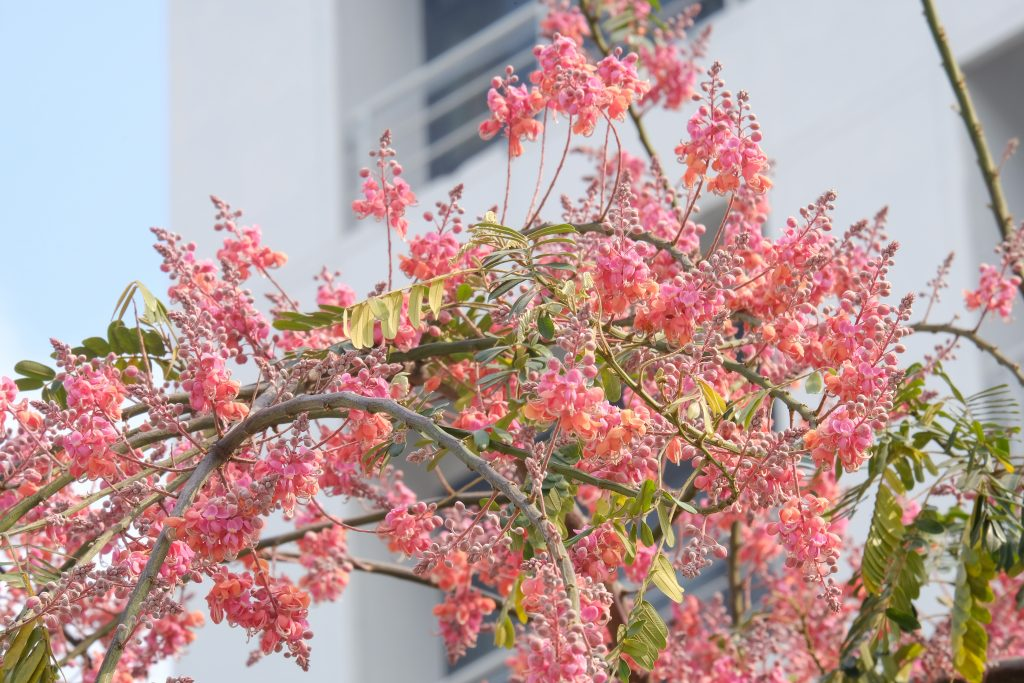
Kanlapapruk